# Rødby
Rødby is een plaats en voormalige gemeente op het eiland Lolland in Denemarken. Na de herindeling van 2007 werden de gemeentes Holeby, Højreby, Maribo, Nakskov, Ravnsborg, Rudbjerg en Rødby samengevoegd tot de gemeente Lolland.
Veel mensen die met de auto op vakantie gaan naar Denemarken en Zweden kennen de naam van deze plaats vanwege de druk gebruikte veerdienst vanaf Duitsland.
De overtocht van Puttgarden naar Rødby duurt ongeveer 45 minuten. Ieder half uur vertrekt een veerboot. Reserveren is niet nodig en er kan belastingvrij worden gewinkeld bij het bereiken van de internationale wateren (na 5 minuten).

## Vaste wegverbinding
Sinds 1992 wordt er gesproken over een vaste wegverbinding middels een 19 kilometer lange brug tussen Rødby en Puttgarden: de Fehmarnbeltverbinding. In juni 2007 is door de regeringen van Denemarken en Duitsland besloten dat de brug er zou komen, en in 2018 zou deze in gebruik worden genomen. In 2011 is echter besloten dat de verbinding geen brug maar een tunnel zal worden, waarvan de bouw in 2020 is begonnen. De benodigde 5,5 miljard euro zullen voor het grootste deel door de Deense regering worden opgebracht, maar zal via tolheffing aan de Deense zijde weer worden terugverdiend. De tunnel zal op zijn vroegst in 2028 gereed zijn.
- Gemeinsame Normdatei: 7518323-7
- Library of Congress Control Number: n81084526
- Nationale Bibliotheek van Israël: 987007531798705171
- Virtual International Authority File: 157116885
- WorldCat: E39PBJcC48dvgR3dbr3jRRXw4q